# Strzelce (przystanek kolejowy)
Strzelce – nieczynny przystanek kolejowy we wsi Strzelce, w powiecie chodzieskim, w woj. wielkopolskim, w Polsce.